# Nicolae Firoiu
Nicolae « Nico » Firoiu, né le 4 mars 1939 à Bucarest, est un ancien joueur et entraîneur de water-polo roumain.

## Carrière

### Joueur
- 1955–58 :  Voința Bucarest
- 1958–68 :  Steaua Bucarest
- 1968–69 :  Rapid Bucarest

### Entraîneur
- 1969–71 :  Iran
- 1971–72 :  Roumanie
- 1972–74 :  Iran
- 1974–75 :  Aegir Uerdingen
- 1975–88 :  Allemagne de l'Ouest
- 1993–97 :  Allemagne

## Palmarès

### Sélectionneur
- Iran
  - Jeux asiatiques :
    - Vainqueur : 1974.

- Allemagne de l'Ouest
  - Jeux olympiques :
    - Médaille de bronze : 1984.

  - Championnat du monde
    - Médaille de bronze : 1982.

  - Coupe du monde :
    - Vainqueur : 1985.
    - Médaille d'argent : 1983.
    - Médaille de bronze : 1987.

  - Championnat d'Europe :
    - Vainqueur : 1981.
    - Médaille de bronze : 1985.